# ウィリアムズ・ドライバー・アカデミー
ウィリアムズ・ドライバー・アカデミー（Williams Driver Academy）は、イギリスのF1チーム、ウィリアムズが運営するレーシングドライバー育成プログラムである。

## 概要
2016年、将来チームのレーシングドライバーとなるドライバーを発見、資金面での援助を行い、様々なレースの才能を催促する部門としてウィリアムズ・ヤングドライバー・プログラムを設立した。2019年に、プログラム名が現在のウィリアムズ・ドライバー・アカデミーに改名された。
このプログラムでウィリアムズからF1デビューを果たした主なドライバーは、ランス・ストロール, ニコラス・ラティフィ, ジャック・エイトケン, ローガン・サージェント, フランコ・コラピント。

## 所属ドライバー
- ウィリアムズF1公式サイトのドライバー一覧[1]を参照。
- 太字は現在の所属者。氏名欄の（＊）はウィキペディア他言語版記事へのリンク。
- フォーミュラ・ルノー2.0各シリーズの略称表記は、EC＝ユーロカップ、NEC＝ノーザンヨーロピアンカップ、WEC＝ウエストヨーロピアンカップ。
- F1所属チームはグランプリ決勝に出走した場合のみとし、テストドライバーやリザーブドライバー、フリープラクティス走行は含まない。

| ドライバー                      | ウィリアムズ・ドライバー・アカデミーでの成績 | ウィリアムズ・ドライバー・アカデミーでの成績                         | ウィリアムズ・ドライバー・アカデミーでの成績 | F1所属チーム                                                                                 |
| ドライバー                      | 所属年度                                     | 参戦カテゴリ                                                         | 獲得タイトル                                 | F1所属チーム                                                                                 |
| ------------------------------- | -------------------------------------------- | -------------------------------------------------------------------- | -------------------------------------------- | -------------------------------------------------------------------------------------------- |
| ディーン・ホーヘンドールン (＊) | 2024 -                                       | カート                                                               |                                              |                                                                                              |
| 松井沙麗                        | 2024 -                                       | カート                                                               |                                              |                                                                                              |
| アレッサンドロ・ジュスティ (＊) | 2024 -                                       | FRECA                                                                |                                              |                                                                                              |
| リア・ブロック (＊)             | 2023 -                                       | F1アカデミー                                                         |                                              |                                                                                              |
| オレクサンドル・ボンダレフ (＊) | 2023 -                                       | カート                                                               |                                              |                                                                                              |
| ルーク・ブラウニング (＊)       | 2023 -                                       | FIA F3                                                               |                                              |                                                                                              |
| フランコ・コラピント (＊)       | 2023 - 2024                                  | FIA F2                                                               |                                              | ウィリアムズ（2024） アルピーヌ (2025 - )                                                    |
| ザック・オサリバン (＊)         | 2022 -                                       | FIA F2                                                               |                                              |                                                                                              |
| オリバー・グレイ (＊)           | 2022 - 2023                                  | FIA F3                                                               |                                              |                                                                                              |
| ローガン・サージェント (＊)     | 2021 - 2022                                  | FIA F2                                                               |                                              | ウィリアムズ（2023 - 2024）                                                                  |
| ロイ・ニッサニー (＊)           | 2020 - 2022                                  | FIA F2 アジアF3                                                      |                                              |                                                                                              |
| ダニエル・ティクトゥム (＊)     | 2020 - 2021                                  | FIA F2                                                               |                                              |                                                                                              |
| ジャック・エイトケン (＊)       | 2020 - 2021                                  | FIA F2 GTワールドチャレンジ・ヨーロッパ                              |                                              | ウィリアムズ（2020）                                                                         |
| ジェイミー・チャドウィック (＊) | 2019 -                                       | Wシリーズ インディNXT                                                | Wシリーズ（2019,2021 - 2022）                |                                                                                              |
| ニコラス・ラティフィ (＊)       | 2019                                         | FIA F2                                                               |                                              | ウィリアムズ（2020 - 2022）                                                                  |
| オリバー・ローランド (＊)       | 2018                                         | ブランパン・GTワールドチャレンジ・エンデュランスカップ フォーミュラE |                                              |                                                                                              |
| ランス・ストロール (＊)         | 2016                                         | ヨーロッパF3                                                         | ヨーロッパF3（2016）                         | ウィリアムズ（2017 - 2018） レーシング・ポイント（2019 - 2020） アストンマーティン（2021 -） |